# Jiří Dopita
Jiří Dopita (Šumperk, 2 dicembre 1968) è un ex hockeista su ghiaccio ceco.
Ha vinto la medaglia d'oro olimpica con la nazionale maschile ceca nell'hockey su ghiaccio alle Olimpiadi invernali di Nagano 1998.
Ha anche conquistato tre medaglie d'oro (1996, 2000 e 2001) e due medaglie di bronzo (1997 e 1998) ai campionati mondiali.